# Ernst Müller-Hermann
Ernst Müller-Hermann (ur. jako Ernst Müller 30 września 1915 w Królewcu, zm. 19 lipca 1994 w Wallgau) – niemiecki polityk, ekonomista i dziennikarz, wieloletni poseł do Bundestagu i Parlamentu Europejskiego.

## Życiorys
Wnuk fizjologa i fonetyka Ludimara Hermanna. Od 1932 do 1934 studiował prawo i ekonomię na Uniwersytecie Albrechta w Królewcu, jednak został wydalony z uczelni za niearyjskie pochodzenie. Kształcił się w zawodzie sprzedawcy, pracował w przedsiębiorstwach transportu morskiego w Królewcu i Bremie, pisał też pod pseudonimem do gazet. Od 1940 do 1945 walczył na froncie II wojny światowej, został trzykrotnie ranny i doszedł do stopnia Oberwachtmeister. W 1945 osiedlił się w Bremie – w tym samym roku wziął ślub, a także dodał człon Hermann do nazwiska na cześć swego dziadka. Pracował jako tłumacz wojsk amerykańskich i przedstawiciel handlowy, a od 1949 w redakcji politycznej gazety „Weser-Kurier”. W późniejszym okresie ukończył studia w Bonn, w 1963 obronił doktorat z ekonomii, poświęcony polityce transportowej Unii Europejskiej. Opublikował kilka książek.
W 1945 założył ugrupowanie Flüchtlingspartei, skupiające uchodźców. W kolejnym roku należał do założycieli do Unii Chrześcijańsko-Demokratycznej. Zasiadł w jej lokalnych władzach, a od 1968 do 1974 kierował strukturami CDU w landzie. W latach 1946–1952 zasiadał w landtagu Bremy, przez ostatnie 2 lata kierował w nim partyjną frakcją. W 1952 objął wakujący mandat w Bundestagu, zasiadał w nim nieprzerwanie do 1980 przez niepełne osiem kadencji. Od 1967 do 1969 pozostawał wiceprzewodniczącym parlamentarnej grupy CDU, był także rzecznikiem partii ds. transportu. W latach 1958–1965 i 1977–1984 sprawował mandat posła do Parlamentu Europejskiego, w 1979 wybrano go po raz pierwszy w wyborach bezpośrednich. Przystąpił do Europejskiej Partii Ludowej, należał m.in. do Komisji ds. Energii i Badań Naukowych, Delegacji ds. stosunków z Japonią oraz Komisji ds. Gospodarczych i Walutowych.
Od 1971 do 1984 kierował też stowarzyszeniem sprzedawców branży motoryzacyjnej (Bundesvereinigung des Kraftfahrzeughandels) i był rzecznikiem interesów tej branży. Od 1964 do 1985 pozostawał szefem centrum badającego politykę strukturalną, później był też doradcą władz Bremy ds. europejskich.

## Odznaczenia
Odznaczono go Krzyżem Oficerskim (1968), Wielkim Krzyżem Zasługi (1973) oraz Wielkim Krzyżem Zasługi z Gwiazdą (1983) Orderu Zasługi Republiki Federalnej Niemiec.